# Bindé
Binde là một tổng thuộc tỉnh Zoundwéogo ở miền trung Burkina Faso. Dân số năm 2006 là 36.518 người. Thủ phủ là thị xã Binde.

## Các thị xã và làng xã
Bana, Bangamsin, Dapélgo, Dayasmnoré, Guénin, Kaïbo-Centre, Kaïbo-Nord V1, Kaïbo-Nord V2, Kaïbo-Nord V3, Kaïbo-Nord V4, Kaïbo-Nord V2, Kaïbo-Sud V1, Kaïbo-Sud V2, Kaïbo-Sud V4, Kaïbo-Sud V5, Kaïbo-Sud V6, Kaïbo-Sud V7, Kazanga, Koankin, Konnékongoo, Lilgomdé, Nonghin, Ouda, Pougoudou, Simbri, Sinikiéré, Sondré-Est, Tanghin, Toéyoko, Tigré.